# Стевен Бергейс
Стевен Бергейс (нід. Steven Berghuis, нар. 19 грудня 1991, Апелдорн, Нідерланди) — нідерландський футболіст, півзахисник, фланговий півзахисник клубу «Аякс». Виступає за національну збірну Нідерландів.
Володар Кубка Нідерландів. Чемпіон Нідерландів.

## Клубна кар'єра
У дорослому футболі дебютував 2011 року виступами за команду клубу «Твенте», в якій провів один сезон, взявши участь у восьми матчах чемпіонату.
Протягом 2012 року захищав кольори команди клубу «ВВВ-Венло».
Своєю грою за останню команду привернув увагу представників тренерського штабу клубу АЗ, до складу якого приєднався 2012 року. Відіграв за команду з Алкмара наступні три сезони ігрової кар'єри. Більшість часу, проведеного у складі «АЗ», був основним гравцем команди.
2015 року уклав контракт з клубом «Вотфорд», у складі якого провів наступний рік кар'єри.
До складу клубу «Феєнорд» приєднався 2016 року.

## Виступи за збірні
2009 року дебютував у складі юнацької збірної Нідерландів, взяв участь у восьми іграх на юнацькому рівні, відзначившись двома забитими голами.
Протягом 2011—2012 років залучався до складу молодіжної збірної Нідерландів. На молодіжному рівні зіграв у семи офіційних матчах, забив два голи.
2015 року дебютував в офіційних матчах у складі національної збірної Нідерландів.
| Дата      | Місто   | Господарі | Результат | Гості      | Турнір           | Голи | Примітки |
| --------- | ------- | --------- | --------- | ---------- | ---------------- | ---- | -------- |
| 27-5-2016 | Дублін  | Ірландія  | 1 – 1     | Нідерланди | товариський матч | -    | 61'      |
| 1-6-2016  | Гданськ | Польща    | 1 – 2     | Нідерланди | товариський матч | -    | 67'      |
| 4-6-2016  | Відень  | Австрія   | 0 – 2     | Нідерланди | товариський матч | -    | 61'      |
| Усього    |         | Матчів    | 2         |            | Голів            | 0    |          |

## Титули і досягнення
- Чемпіон Нідерландів (2):

«Феєнорд»: 2016-17
Аякс: 2021-22
- Володар Кубка Нідерландів (3):

«Твенте»: 2010-11
АЗ: 2012-13
«Феєнорд»: 2017-18
- Володар Суперкубка Нідерландів (4):

«Твенте»: 2010, 2011
«Феєнорд»: 2017, 2018
- Найкращий бомбардир чемпіонату Нідерландів (1):

«Феєнорд»: 2019-20